# Eva Repková
Eva Repková est une joueuse d'échecs slovaque née le 16 janvier 1975 à Stará Ľubovňa. Elle a les titres de grand maître international féminin (depuis 1995) et de maître international mixte depuis 2007. 
Après son mariage avec le maître international libanais Fadi Eid, elle fut affiliée à la fédération libanaise de 1997 à 2001 et remporta le championnat arabe d'échecs en 1998 et 2000. En 2002, elle s'est remariée avec le joueur d'échecs Eric Peterson avec lequel elle a divorcé en 2013..
Au 1er octobre 2017, elle est la numéro 1 slovaque et la 158e joueuse mondiale avec un classement Elo de 2 323 points.

## Carrière

### Débuts
Eva Repková remporta le championnat slovaque féminin à douze ans en 1987. En 1988, fut médaille d'argent au championnat du monde des moins de 14 ans à Timisoara, puis la médaille d'argent dans la catégorie des moins de 18 ans en 1991 et 1993.. En 1991, elle gagna le championnat tchécoslovaque à seize ans. En 1995, elle fut vice-championne du monde junior (moins de vingt ans) au départage derrière Nino Khourtsidzé.

### 1997 à 2001
Après son premier mariage, Eva Repková remporta le championnat arabe d'échecs en 1998 et 2000. Elle finit deuxième du tournoi zonal asiatique en 1997 (remporté par l'Indienne Subbaraman Vijayalakshmi à Téhéran) et  deuxième du championnat d'Asie d'échecs à Kuala Lumpur (victoire de Xu Yuhua).

### Depuis 2002
Eva Repková a remporté le championnat de Slovaquie en 2003, 2010 et 2013.

### Compétitions par équipe
Eva Repková a participé deux fois au championnat d'Europe des nations : en 1992 avec la Tchécoslovaquie (au premier échiquier) qui finit 5e par équipe et en 2001 avec la Slovaquie (médaille d'argent individuelle à l'échiquier de réserve).
Elle a représenté la Tchécoslovaquie lors de l'olympiade féminine de 1992 aux Philippines (elle marqua 9,5 points sur 13 au troisième échiquier) et la Slovaquie lors des olympiades de 1994, 1996, 2004, 2006, 2008, 2010, 2014 et 2016 (elle jouait à chaque fois au premier échiquier slovaque).